# Kosta Boda Art Hotel

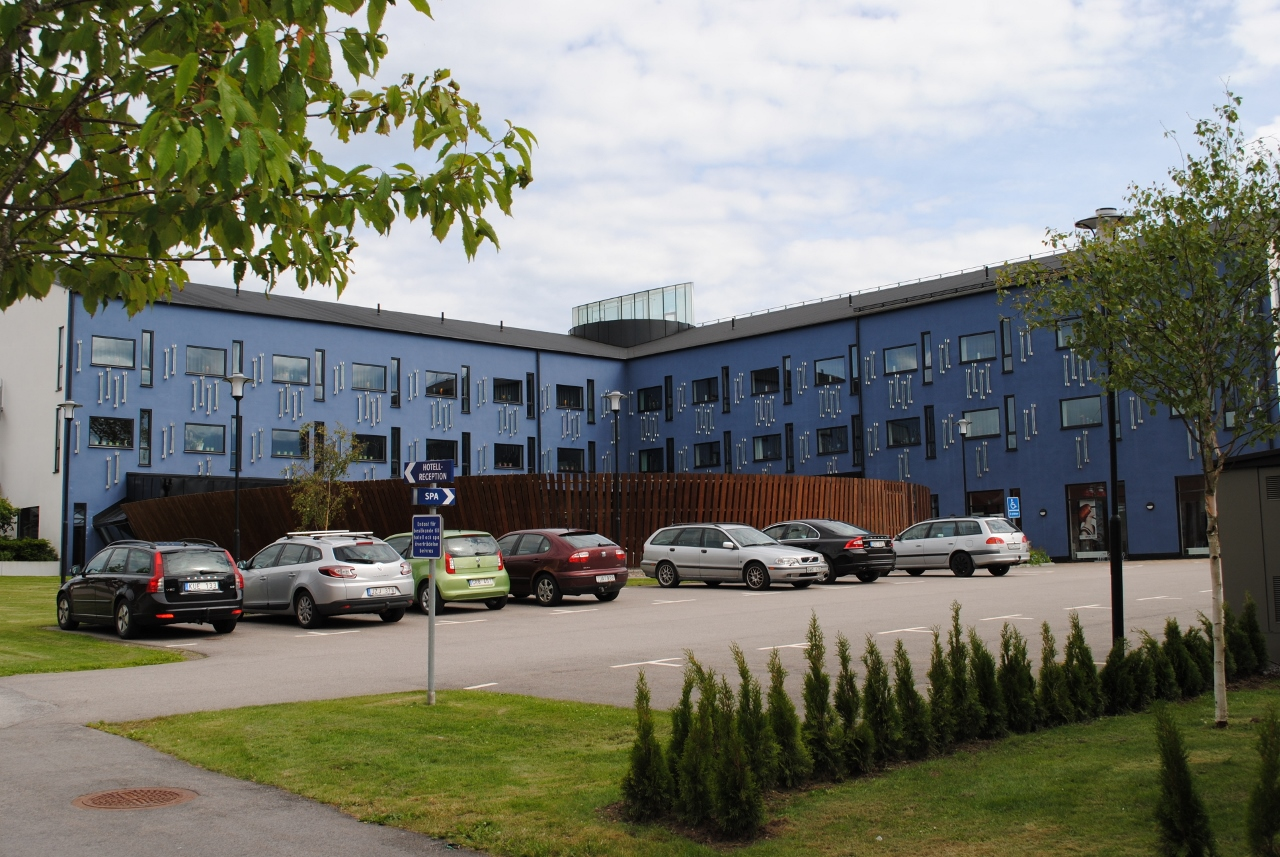
Kosta Boda Art Hotel i juni 2014

Kosta Boda Art Hotel är ett fyrstjärnigt konsthotell uppfört i glas och sten, formgivet av Kosta Bodas formgivare. Hotellet är beläget i Kosta i Glasriket i Småland. Hotellet blev omtalat i oktober 2018, då de avbokade en konferens Sverigedemokraterna tänkt ha, med hänvisning till att vissa gäster kunde känna sig otrygga. 